# Nižná Jablonka
Nižná Jablonka (em húngaro: Alsóalmád) é um município da Eslováquia, situado no distrito de Humenné, na região de Prešov. Tem 11,89 km² de área e sua população em 2018 foi estimada em 167 habitantes.

## Demografia
| Ano:        | 1994 | 2004   | 2014   | 2024    |
| ----------- | ---- | ------ | ------ | ------- |
| Broj ljudi: | 183  | 177    | 186    | 138     |
| Razlika:    |      | -3,27% | +5,08% | -25,80% |

| Ano:               | 2023 | 2024   |
| ------------------ | ---- | ------ |
| Número de pessoas: | 136  | 138    |
| Diferença:         |      | +1,47% |